# Rex Tillerson
Rex Wayne Tillerson (Wichita Falls, Texas, 23 de març de 1952) és un empresari americà i president i CEO de la petroliera ExxonMobil, la cinquena empresa més gran per capitalització borsària.
El 13 de desembre de 2016, el President electe Donald Trump va anunciar la nominació de Tillerson com a Secretari d'Estat dels Estats Units que substituiria, en cas de confirmació per part del Senat dels Estats Units, al Secretari actual John Kerry.
El 2004, esdevingué president i director d'ExxonMobil. L'1 de gener de 2006, Tillerson va ser elegit president del consell d'administració (chairman) i Executiu en cap (CEO), després de la jubilació de Lee Raymond.

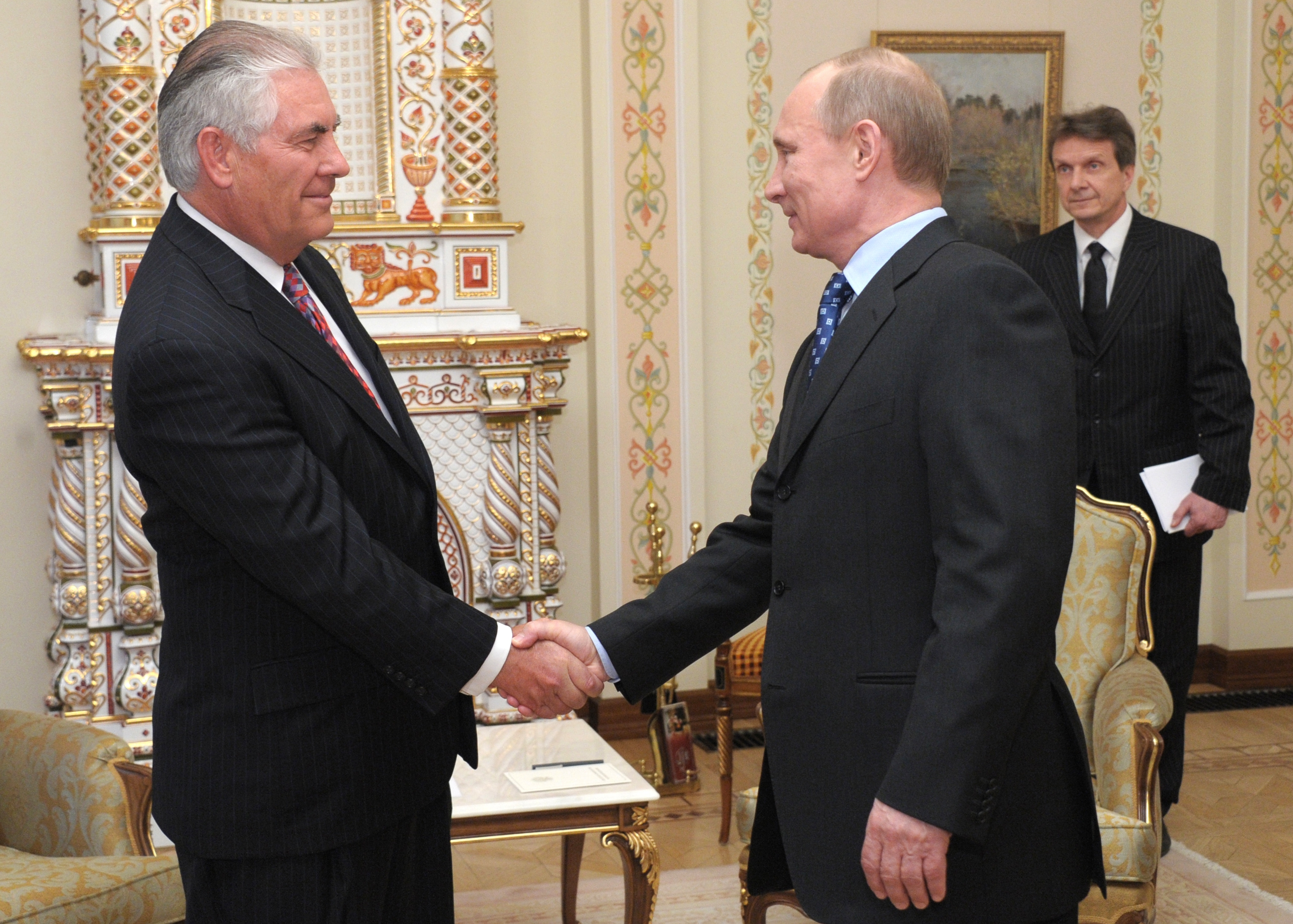
Tillerson amb el Primer ministre de Rússia, Vladímir Putin, al Kremlin, any 2012

Tillerson te lligams amb Vladímir Putin, els dos han estat associats des que Tillerson va representar els interessos d'Exxon dins Rússia mentre era primer ministre Borís Ieltsin. John Hamre, el president i CEO del Centre per Estudis Estratègics i Internacionals (on Tillerson és un membre del consell), va afirmar que Tillerson havia tingut molta relació amb Vladimir Putin, només per darrere de Henry Kissinger." També és un amic d'Igor Sechin, el dirigent de la facció siloviki del Kremlin, i considerat la segona persona més poderosa de Rússia, després del President Putin. El 2013 va rebre l'Ordre de l'Amistat de Rússia, la màxima distinció civil per a estrangers que entrega Moscou.
Tillerson està casat amb a Renda St. Clair, i tenen quatre fills. Resideix a Irving, Texas.